# ТЕС GHECO-One
12°40′29″ пн. ш. 101°8′6″ сх. д. / 12.67472° пн. ш. 101.13500° сх. д.
ТЕС GHECO-One  – теплова електростанція у тайській провінції Районг, в індустріальній зоні Мап-Та-Пхут.
В 2012 році на майданчику станції ввели в дію класичний конденсаційний енергоблок з паровою турбіною потужністю 660 МВт.
Як паливо використовують вугілля, доставка якого відбувається через розташовані поруч портові потужності (їх створили ще наприкінці 1990-х для забезпечення іншої станції того ж власника – ТЕЦ SPP3, що розташована біч-о-біч з GHECO-One).
Для видалення продуктів згоряння спорудили димар заввишки 150 метрів із діаметром 6,8 метра.
Охолодження відбувається за допомогою морської води.
Видача продукції відбувається по ЛЕП, розрахованій на роботу під напругою 230 кВ.
Проект реалізували через компанію GHECO-One Company Limite, що належала французькому енергетичному концерну ENGIE (через Glow Energy) та місцевій WHA (опікується розвитком індустріальних парків). В 2019-му ENGIE продала Glow Energy компанії Global Power Synergy Public Company Limited (GSPC, електроенергетичний підрозділ тайського державного нафтогазового концерну PTT).